# Charles Deveaux
Dans le feuilleton télévisé Heroes, Charles Deveaux est joué par Richard Roundtree.

## Son histoire
Charles Deveaux est le père de Simone Deveaux. Avant sa mort, Peter Petrelli prend soin de lui comme infirmier.
Charles Deveaux sait, comme tout un groupe d'autres personnes, que quelque chose va se passer. Dans l'épisode 23 de la saison 1, on apprend qu'il connaît la mère de Peter, Angela Petrelli. Ils ont tous les deux des opinions divergentes sur l'avenir du monde.
Pour Charles, Peter est le sauveur du monde car il a un cœur et c'est ce dont le monde a besoin alors que pour sa mère, Peter est faible et seul Nathan aidera à soigner le monde.
Il ne sera plus en vie pour voir ce qui se passera.
On le revoit dans l'épisode 3x23 "1961" aux côtés d'Angela Petrelli, Daniel Linderman et Robert Bishop. 

## Pouvoirs
- Il est à peu près certain que Charles possède lui aussi des pouvoirs, mais ils ne sont pas très clairs. Son pouvoir semble être le même que Matt Parkman : la persuasion télépathique.
- Lors d'un voyage accidentel de Peter dans le temps, Charles s'adresse à lui, malgré son pouvoir d'invisibilité. Son pouvoir pourrait être une forme évoluée de celui d'Eden McCain. 
- Ce pouvoir pourrait être d'imposer ses règles aux autres, et peut être même aux personnes dont il ne sait pas la présence jusque-là (ainsi, il ordonnerait à toute personne entrant dans son champ d'action de se montrer, comme avec Peter. )

## Anecdotes
- Son prénom et son pouvoir pourraient être une référence au professeur Charles Xavier des X-Men.